# MotorStorm
MotorStorm — це серія гоночних відеоігор, розроблена Evolution Studios, BigBig Studios, Virtuos та видана Sony Computer Entertainment. це Серія ігор по бездоріжжю, у яких брали участь різні типи транспортних засобів зі своїми сильними та слабкими сторонами, а також траси з різним рельєфом місцевості, що може заважати керованості транспортних засобів, або покращати його.
Центральним сюжетом серії став збір любителів позашляхових гонок на захід під назвою «Festival MotorStorm». Учасники фестивалю в MotorStorm не обмежуються вибором транспортних засобів для будь-якої події, тому заохочуються в жорстокі перегони.
Перегони дозволяють використовувати будь-яку комбінацію в транспортних засобів в одній події.

Sony закрила Evolution Studios з 22 березня 2016 року та зберегла право власності на інтелектуальну власність MotorStorm. У квітні 2016 року студія Codemasters найняли більшість співробітників Evolution як додаткову команду розробників.
| Гра                      | Середня оцінка Metacritic |
| ------------------------ | ------------------------- |
| MotorStorm               | (PS3) 84                  |
| MotorStorm: Pacific Rift | (PS3) 82                  |
| MotorStorm: Arctic Edge  | (PSP) 79 (PS2) 72         |
| MotorStorm: Apocalypse   | (PS3) 77                  |
| MotorStorm: RC           | (Vita) 78                 |

### MotorStorm(2006)
Перша гра в серій була випущена в грудні 2006 року в Японії, 6 березня 2007 року в Північній Америці та в Європі 23 березня 2007 року. Перша гра MotorStorm включає різні класи транспортних засобів, починаючи від мотоциклів і закінчуючи великими буровими установками, кожен зі своїми здібностями та слабкими сторонами. Незважаючи на те, що велосипеди та квадроцикли є одними з найшвидших транспортних засобів у грі, поряд з ралійними автомобілями вони дуже слабкі та можуть бути вибиті іншими гонщиками або розбиті більшими автомобілями. Баггі — це чотириколісні автомобілі, які використовують свою легку вагу як перевагу, коли йдеться про швидкість, керованість і здатність долати більшість місцевості. Ралійні автомобілі є найшвидшими транспортними засобами на прямій, але страждають від пересічної місцевості та нерівних поверхонь, тому їх легко сповільнити або пошкодити інші важкі транспортні засоби. Гоночні вантажівки, дещо більші за ралійні автомобілі, відрізняються всебічною продуктивністю та здатні впоратися з більшістю ситуацій. Mud Pluggers — транспортні засоби середньої важкості, вони можуть долати будь-яку місцевість, але не відрізняються швидкістю. Big Rigs — найважчі транспортні засоби в грі. Незважаючи на те, що вони віддають перевагу більшій частині місцевості, особливо грязі, їх прискорення дуже повільне, і це може бути проблемою під час змагань із швидшими транспортними засобами. За емпіричним правилом, чим більший транспортний засіб, тим більшу здатність він матиме для проходження нещільних та брудних поверхонь.
У ігровому сеттингу Monument Valley є 8 доріжок, на яких можна змагатися, від піщаних дюн до скелястих каньйонів, а також чотири додаткові доріжки, які можна придбати в PlayStation Store, тобто до 12 доріжок. Наприклад, «Mudpool» складається із заповнених брудом каньйонів, що дає легким транспортним засобам Труднощі , таким чином змушуючи їх використовувати пандуси та маршрути, які ведуть до високої місцевості, тоді як Mud Pluggers і Big Rigs отримують перевагу через багнисту місцевість. «Пиловий диявол» складається з піщаної пустелі та швидкісних прямих, які підходять для будь-якого транспорту, хоча присутні дуже багато небезпек, наприклад, купи згорілих транспортних засобів та скелясті виступи.
Boost відіграє важливу роль у MotorStorm і використовується, щоб або наздогнати опонентів, або відійти від них. Гравці повинні стежити за вимірювачем наддуву, який показує, наскільки гарячий двигун автомобіля. Чим довше утримується наддув, тим сильніше стає двигун. Якщо наддув утримувати, коли двигун досягне критичної температури, він вибухне. Оскільки вибухи, що є результатом прискорення, зазвичай ракетою рухають транспортний засіб гравця вперед, їх можна використовувати, щоб випередити іншого гонщика на фінішній лінії. Це може бути дуже корисно, коли позаду, хоча це не працює завжди, якщо суперник бере перевагу.

### MotorStorm: Pacific Rift(2008)
Друга гра була випущена 28 жовтня 2008 року в Північній Америці та 7 листопада 2008 року в Європі. Станом на 9 грудня 2008 року було продано понад мільйон копій гри.
Дія гри відбувається на вулканічному острові, покритому пишною рослинністю, який сильно відрізняється від Monument Valley у першій частини грі.
Повертаються оригінальні сім класів транспортних засобів, включаючи, вперше, Monster Trucks. Monster Truck може впоратися з будь-якою місцевістю, як і Mud Pluggers. Він не тільки напрочуд швидкий, але й надзвичайно смертоносний, оскільки може наїхати та розчавити інші транспортні засоби, зокрема інші вантажівки-монстри та великі бурові установки. Однак він досить вразливий до аварій, і через високий центр ваги вони мають тенденцію перевертатися.
Нові функції, які впливають на підвищення температури гравця, представлені в Pacific Rift ; наприклад, проїзд через воду охолодить прискорення, тоді як проїзд через вогонь або поблизу лави нагріє її, ризикуючи вибухом прискорення. Ще однією новою функцією серії є можливість вручну таранити інші транспортні засоби та наносити удари по супротивникам, які їздять на мотоциклі чи квадроциклі. Також представлено «швидкісні» події, де гравці повинні пройти через встановлені контрольні точки до закінчення часу. Гравці також можуть вибрати водіїв різної статі та дизайну гоночного костюма.
У режим фото можна перейти з меню паузи під час перегонів, а зображення можна експортувати на жорсткий диск PlayStation 3. Ще одним новим доповненням є можливість використовувати власну музику користувача через XrossMediaBar на консолі.

### MotorStorm: Arctic Edge(2009)
Третя гра була розроблена Bigbig Studios для PlayStation 2 і PlayStation Portable. Він був випущений у вересні 2009 року. На сьогоднішній день це єдина гра MotorStorm, яка не з’явилася на PlayStation 3.
Система «охолодження» від Pacific Rift (проїзд по воді або глибокому снігу в Arctic Edge для прискорення швидкості охолодження) залишається. Новою функцією Arctic Edge є можливість оснащувати транспортні засоби новими комплектами кузова, лівреями та вихлопними системами (хоча жодне з удосконалень не впливає на продуктивність автомобіля). Спонсорські наклейки також можуть бути нанесені на автомобіль.
Нова небезпека, про яку слід знати гонщикам, — це лавини, які можуть бути спровоковані вибухом автомобіля або сигналом. Снігова хвиля спускатиметься зі схилу в місцях сходження лавин і змітає будь-який автомобіль, який потрапив під нею, незалежно від класу міцності транспортних засобів. Крижані мости являють собою ще одну нову перешкоду, унікальну для Arctic Edge. У той час як невеликі транспортні засоби можуть проїжджати через льодові мости, більш важкі транспортні засоби можуть спричинити його злам і розпад, що робить ярлик непридатним для використання, але також не дозволяє іншим конкурентам використовувати його для отримання переваги.

### MotorStorm: Apocalypse(2011)
Четверта гра була випущена 16 березня 2011 року в Європі та 3 травня в Північній Америці через затримку після землетрусу в Японії 2011 року. У червні 2011 року реліз гри в Японії був скасований з невідомих причин. Це третя гра серії, яка з'явиться на PlayStation 3. Apocalypse — це перша гра MotorStorm, яка розгортається в міському середовищі, а не в природних умовах, у місті, що занепадає від наслідків стихійного лиха, відомого як The City. Учасникам потрібно проїхати крізь ці руїни, уникаючи зруйнованих будівель, вибухів і поштовхів, які активно й візуально змінюватимуть маршрути в середині гонки. Супротивникам разом із гравцем потрібно буде остерігатися двох ворогуючих фракцій, оскільки сторонні перехожі вперше в серії становлять небезпеку. Цивільні «божевільні» блукають містом, збирають предмети та починають бійки один з одним, навіть кидаючи каміння чи коктейлі Молотова. DuskLite, приватний військовий підрядник, спробує контролювати «Божевільних» і зупинити перегони Фестивалю. У грі також додано п’ять нових класів транспортних засобів поряд з оригінальними транспортними засобами: супербайки, суперкари, суперміні, маслкари та чопери.
Як і в MotorStorm: Arctic Edge, гравці можуть налаштувати зовнішній вигляд своїх транспортних засобів за допомогою широкого спектру деталей, наклейок спонсорів, вінілу тощо. Деякі частини потрібно розблокувати, виконуючи певні завдання під час онлайн-гри, як-от руйнування інших гравців, дрейфування та отримання ефірного часу за стрибки. Гравці також можуть використовувати бонуси для онлайн-перегонів, вперше в серії.
Основний фестивальний режим гри містить історію про трьох гонщиків, які змагаються у дводенному фестивалі, а саме «Новачок», Маш, «Профі», Тайлер і «Ветеран», Великий Пес. Кожен із персонажів відповідає рівню складності: від перегонів Mash є найлегшими до Big Dog є найскладнішими.

### MotorStorm: RC(2012)
П’ята гра серії була випущена для PlayStation Vita та PlayStation 3 22 лютого 2012 року в Європі, і 6 березня 2012 року в Північній Америці та 29 березня 2012 року в Японії.
У грі є загалом 16 унікальних треків із областей попередньої гри, а також додаткові 10 треків для завантаження. Є 8 класів транспортних засобів, які приймають форму транспортних засобів з дистанційним керуванням. У грі також є доступні онлайн-функцій  для кількох гравців і для одного гравця для обох версій.